# Oar oppressa
Oar oppressa là một loài bướm đêm trong họ Geometridae.